# Anthus sylvanus
Anthus sylvanus е вид птица от семейство Стърчиопашкови (Motacillidae).

## Разпространение
Видът е разпространен в Индия, Китай, Непал, Пакистан и Хонконг.